# Usermonth
Usermonth (vielleicht auch Monthuser) war ein altägyptischer König (Pharao) der Zweiten Zwischenzeit.
Usermonth ist nur von zwei Steinfragmenten bekannt, die sich im Tempel von Mentuhotep II. in Deir el-Bahari fanden. Seine genaue Einordnung ist unsicher, vielleicht ist er mit einem Herrscher identisch, von dem bisher nur der Thronname bekannt ist. Jürgen von Beckerath ordnet ihn in die 13. Dynastie ein.